# I liga paragwajska w piłce nożnej (2014)
Mistrzem Paragwaju turnieju Apertura został klub Club Libertad, natomiast wicemistrzem Paragwaju turnieju Apertura - Club Guaraní.
Mistrzem Paragwaju turnieju Clausura został klub Club Libertad, natomiast wicemistrzem Paragwaju turnieju Clausura - Cerro Porteño.
Do turniejów międzynarodowych zakwalifikowały się następujące kluby:
- Copa Libertadores 2015: Club Libertad, Club Guaraní, Cerro Porteño.
- Copa Sudamericana 2015: Club Libertad, Club Olimpia, Sportivo Luqueño, Club Nacional.

O spadku do drugiej ligi decydował średni dorobek z trzech ostatnich sezonów. Spadły dwa kluby - 3 de Febrero Ciudad del Este i 12 de Octubre Itaugua.
Na ich miejsce awansował mistrz drugiej ligi Sportivo San Lorenzo oraz wicemistrz drugiej ligi Deportivo Santaní San Estanislao.

## Torneo Apertura 2014

### Apertura 1
| Data           | Mecz |
| -------------- | --- |
| 14 lutego 2014 | Club Libertad - Club Guaraní 2:0 Hernán Rodrigo López 21, Gustavo Raúl Gómez 42                                                             |
| 15 lutego 2014 | General Díaz Luque - Club Olimpia 1:3 Dionisio Mereles 92 - Derlis González 20, 32, Esteban José Ramírez 73k                                |
| 15 lutego 2014 | 3 de Febrero Ciudad del Este - Deportivo Capiatá 0:0                                                                                        |
| 16 lutego 2014 | Club Nacional - Sportivo Luqueño 3:0 Julio César Irrazábal 16s, Luis Fernando Rodríguez 46, Derlis Orué 80                                  |
| 16 lutego 2014 | 12 de Octubre Itaugua - Cerro Porteño 1:3 Willian Schuster 61k - Julio Daniel Dos Santos 16k, 37k, Daniel Güiza 24                          |
| 16 lutego 2014 | Club Sol de América - Club Rubio Ñú 2:2 Christian Gilberto Ovelar 22, Marcos Duré 93 - Cristián Ariel Santacruz 7, Gustavo Agustín Viera 64 |

### Apertura 2
| Data           | Mecz |
| -------------- | --- |
| 21 lutego 2014 | Cerro Porteño - 3 de Febrero Ciudad del Este 2:1 Óscar Romero Villamayor 15, Daniel Güiza 65 - Juan Pablo Raponi 59                |
| 22 lutego 2014 | Club Guaraní - Club Olimpia 2:1 Jorge Daniel Benítez 13, Fernando Fabián Fernández 88 - Diego Omar Centurión 90                    |
| 23 lutego 2014 | 12 de Octubre Itaugua - General Díaz Luque 1:1 Darío Adrián Ferreira 69 - Diego Doldán 74                                          |
| 23 lutego 2014 | Deportivo Capiatá - Club Sol de América 0:0                                                                                        |
| 23 lutego 2014 | Club Rubio Ñú - Club Nacional 4:1 Jorge Miguel Ortega 18, 57, Cláudio César Correa 65, Víctor Manuel Gómez 84 - Silvio Torales 55k |
| 23 lutego 2014 | Sportivo Luqueño - Club Libertad 0:0                                                                                               |

### Apertura 3
| Data           | Mecz |
| -------------- | --- |
| 28 lutego 2014 | General Díaz Luque - Club Guaraní 3:1 Alfredo Virginio Cano 38k, 47, Diego Doldán 48 - Fernando Fabián Fernández 64                                                                                            |
| 1 marca 2014   | 3 de Febrero Ciudad del Este - 12 de Octubre Itaugua 3:2 Cristián Colmán 23, David Ariel Mendieta 28, César Llamas 67 - Juan Gauto 34, Richar Mariano Estigarribia 61                                          |
| 1 marca 2014   | Club Libertad - Club Rubio Ñú 3:1 Claudio David Vargas 8, Hernán Rodrigo López 45+1, Jorge Daniel González 92 - Alfredo Carlos Mazacotte 26                                                                    |
| 1 marca 2014   | Club Nacional - Deportivo Capiatá 3:1 Marcos Benjamin Melgarejo 3, Julián Alfonso Benítez 13, Silvio Torales 29 - Óscar Ramón Ruiz 77                                                                          |
| 2 marca 2014   | Club Olimpia - Sportivo Luqueño 1:1 Carlos Rolón 1 - Manuel José Maciel 70 |
| 2 marca 2014   | Club Sol de América - Cerro Porteño 4:4 Ignacio Miño 25, Marcos Duré 48, Christian Gilberto Ovelar 61, 93k - Ángel Rodrigo Romero 27, Guillermo Alexis Beltrán 62, Daniel Güiza 72, Julio Daniel Dos Santos 77 |

### Apertura 4
| Data          | Mecz |
| ------------- | --- |
| 7 marca 2014  | 12 de Octubre Itaugua - Club Sol de América 0:3 Blas Antonio Cáceres 40, Christian Gilberto Ovelar 59, Lorenzo Rodrigo Frutos 91                                                                 |
| 8 marca 2014  | Cerro Porteño - Club Nacional 0:1 Julián Alfonso Benítez 51 |
| 9 marca 2014  | 3 de Febrero Ciudad del Este - General Díaz Luque 1:1 David Ariel Mendieta 8k - Lidio Benítez 3                                                                                                  |
| 9 marca 2014  | Club Rubio Ñú - Club Olimpia 2:1 Cláudio César Correa 32, 70 - Esteban José Ramírez 14 |
| 9 marca 2014  | Sportivo Luqueño - Club Guaraní 1:4 Derlis Roberto Alegre 40 - Jorge Daniel Benítez 22, Óscar Basilio Velázquez 47, Iván Emmanuel González Ferreira 68, 91                                       |
| 10 marca 2014 | Deportivo Capiatá - Club Libertad 1:5 Christian Fernando Andersen 69 - Arnaldo Joel Recalde 9, Gustavo Raúl Gómez 32, Claudio David Vargas 45, Hernán Rodrigo López 48k, Iván Rodrigo Ramírez 52 |

### Apertura 5
| Data          | Mecz |
| ------------- | --- |
| 14 marca 2014 | General Díaz Luque - Sportivo Luqueño 0:1 Rodrigo Teixeira 58                                                                                    |
| 14 marca 2014 | Club Sol de América - 3 de Febrero Ciudad del Este 1:1 Christian Gilberto Ovelar 42k - Juan Pablo Raponi 18                                      |
| 15 marca 2014 | Club Olimpia - Deportivo Capiatá 2:1 Carlos Rolón 14, Derlis González 37 - Fabio Escobar 64                                                      |
| 16 marca 2014 | Club Guaraní - Club Rubio Ñú 2:2 Jorge Daniel Benítez 14, Iván Emmanuel González Ferreira 66k - Jorge Miguel Ortega 46, Francisco Miguel Vera 83 |
| 16 marca 2014 | Club Libertad - Cerro Porteño 3:1 Hernán Rodrigo López 19k, 32, 82 - Ángel Rodrigo Romero 11                                                     |
| 16 marca 2014 | Club Nacional - 12 de Octubre Itaugua 1:0 Alejandro Nicolás Martínez 36                                                                          |

### Apertura 6
| Data          | Mecz |
| ------------- | --- |
| 21 marca 2014 | Deportivo Capiatá - Club Guaraní 0:2 Iván Emmanuel González Ferreira 77, Fernando Fabián Fernández 87                                                                |
| 22 marca 2014 | 12 de Octubre Itaugua - Club Libertad 1:2 Joel Lesme 37 - Hernán Rodrigo López 48, Claudio David Vargas 59                                                           |
| 22 marca 2014 | Club Rubio Ñú - Sportivo Luqueño 1:4 Jorge Miguel Ortega 27 - Matías Emanuel Lequi 14, 29, Rodrigo Teixeira 66, 84                                                   |
| 22 marca 2014 | Club Sol de América - General Díaz Luque 4:2 Ignacio Miño 3, 53, Blas Antonio Cáceres 41, Christian Gilberto Ovelar 63 - Walter Cabrera 34, Alfredo Virginio Cano 44 |
| 23 marca 2014 | Cerro Porteño - Club Olimpia 2:2 Guillermo Alexis Beltrán 50, Diego Roberto Vera 81 - Diego Omar Centurión 13, Julio Manzur 62                                       |
| 29 maja 2014  | 3 de Febrero Ciudad del Este - Club Nacional 0:2 Juan David Argüello 51, Freddy Bareiro 57                                                                           |

### Apertura 7
| Data          | Mecz |
| ------------- | --- |
| 29 marca 2014 | General Díaz Luque - Club Rubio Ñú 1:1 Jorge Giménez 82 - Walter Silvestre Cubilla 44                                               |
| 29 marca 2014 | Club Olimpia - 12 de Octubre Itaugua 1:1 Diego Omar Centurión 31 - Pedro Julían Chávez 57                                           |
| 30 marca 2014 | Club Guaraní - Cerro Porteño 3:0 Jorge Daniel Benítez 47, Iván Emmanuel González Ferreira 78, Fernando Fabián Fernández 86          |
| 30 marca 2014 | Club Libertad - 3 de Febrero Ciudad del Este 4:1 Hernán Rodrigo López 3, 69, Arnaldo Joel Recalde 48, 52 - José Benjamín Cáceres 51 |
| 30 marca 2014 | Sportivo Luqueño - Deportivo Capiatá 1:1 Manuel José Maciel 15 - Óscar Ramón Ruiz 50                                                |
| 31 marca 2014 | Club Nacional - Club Sol de América 2:1 Julián Alfonso Benítez 36, Julio Eduardo Santacruz 72 - Christian Gilberto Ovelar 41        |

### Apertura 8
| Data            | Mecz |
| --------------- | --- |
| 4 kwietnia 2014 | Cerro Porteño - Sportivo Luqueño 0:0 |
| 5 kwietnia 2014 | 12 de Octubre Itaugua - Club Guaraní 2:2 Ángel Reinaldo Orué 51, Joel Lesme 78k - Iván Emmanuel González Ferreira 56k, Marcelo José Palau 90               |
| 5 kwietnia 2014 | Club Nacional - General Díaz Luque 0:0 |
| 6 kwietnia 2014 | 3 de Febrero Ciudad del Este - Club Olimpia 1:5 Carlos Rolón 8s, Julio Manzur 16, Derlis González 20k, 28, Aldo Rubén Paniagua 45, Nery Antonio Cardozo 82 |
| 6 kwietnia 2014 | Deportivo Capiatá - Club Rubio Ñú 4:0 Francisco Javier García 41, Ricardo Javier Ortiz 63, Fabio Escobar 78, Óscar Ramón Ruiz 81                           |
| 6 kwietnia 2014 | Club Sol de América - Club Libertad 1:1 Ignacio Miño 7 - Hernán Rodrigo López 35k                                                                          |

### Apertura 9
| Data             | Mecz |
| ---------------- | --- |
| 12 kwietnia 2014 | General Díaz Luque - Deportivo Capiatá 1:1 Óscar Gamarra 54 - Ricardo Javier Ortiz 75                                                                     |
| 12 kwietnia 2014 | Club Rubio Ñú - Cerro Porteño 3:3 Jorge Miguel Ortega 2k, Cláudio César Correa 67, Alex Godoy 87 - Guillermo Alexis Beltrán 30, 46, Iván Arturo Torres 51 |
| 13 kwietnia 2014 | Club Guaraní - 3 de Febrero Ciudad del Este 2:1 Juan José Aguilar 16, Jorge Daniel Benítez 72 - César Llamas 8                                            |
| 13 kwietnia 2014 | Club Olimpia - Club Sol de América 1:1 Carlos Rolón 14 - Christian Gilberto Ovelar 48                                                                     |
| 13 kwietnia 2014 | Sportivo Luqueño - 12 de Octubre Itaugua 1:2 Rodrigo Teixeira 44 - Tomás Andrés Guzmán 74k, 82k                                                           |
| 14 kwietnia 2014 | Club Libertad - Club Nacional 1:0 Gustavo Raúl Gómez 72                                                                                                   |

### Apertura 10
| Data             | Mecz |
| ---------------- | --- |
| 19 kwietnia 2014 | Club Nacional - Club Olimpia 0:2 Nery Antonio Cardozo 2, Julio Manzur 71                                                                                   |
| 19 kwietnia 2014 | 3 de Febrero Ciudad del Este - Sportivo Luqueño 0:2 Juan Manuel Lucero 62, Matías Emanuel Lequi 81k                                                        |
| 19 kwietnia 2014 | 12 de Octubre Itaugua - Club Rubio Ñú 0:3 Jorge Miguel Ortega 13, Diego Antonio Figueredo 42, Víctor Manuel Gómez 75                                       |
| 20 kwietnia 2014 | Club Sol de América - Club Guaraní 0:4 Sergio Adrián Mendoza 17, Jorge Daniel Benítez 54, Iván Emmanuel González Ferreira 69, Fernando Fabián Fernández 82 |
| 20 kwietnia 2014 | Club Libertad - General Díaz Luque 5:0 Hernán Rodrigo López 41k, Jorge Luis Moreira 58, Nelson Romero 63, Claudio David Vargas 69, Gustavo Raúl Gómez 91   |
| 21 kwietnia 2014 | Cerro Porteño - Deportivo Capiatá 7:0 Ángel Rodrigo Romero 7k, 60, Guillermo Alexis Beltrán 10, 12, 18, 61, 65                                             |

### Apertura 11
| Data             | Mecz |
| ---------------- | --- |
| 25 kwietnia 2014 | General Díaz Luque - Cerro Porteño 1:1 Alfredo Virginio Cano 2k - Guillermo Alexis Beltrán 40 |
| 26 kwietnia 2014 | Club Guaraní - Club Nacional 0:4 Hugo Américo Lusardi 19, Alejandro Nicolás Martínez 56, Julio Eduardo Santacruz 69k, Sandino Sosa 89                                                                        |
| 26 kwietnia 2014 | Club Rubio Ñú - 3 de Febrero Ciudad del Este 5:1 Felipe Márcio Dallabrida 21s, Cláudio César Correa 30, Jorge Miguel Ortega 40, Diego Antonio Figueredo 50, Víctor Manuel Gómez 62 - David Ariel Mendieta 33 |
| 27 kwietnia 2014 | Deportivo Capiatá - 12 de Octubre Itaugua 2:2 Fabio Escobar 9, 35 - Ángel Reinaldo Orué 25, Tomás Andrés Guzmán 63k                                                                                          |
| 27 kwietnia 2014 | Club Olimpia - Club Libertad 2:1 Esteban José Ramírez 28, Nery Antonio Cardozo 30 - Bryan Montenegro 67 |
| 27 kwietnia 2014 | Sportivo Luqueño - Club Sol de América 1:3 Víctor Gustavo Velázquez 88 - Christian Gilberto Ovelar 18, 78k, Édgar Villasboa 58                                                                               |

### Apertura 12
| Data        | Mecz |
| ----------- | --- |
| 3 maja 2014 | Club Rubio Ñú - Club Sol de América 0:2 Christian Gilberto Ovelar 27, 62                                                               |
| 3 maja 2014 | Sportivo Luqueño - Club Nacional 1:1 Rodrigo Teixeira 86 - Fabián Cornelio Balbuena 63                                                 |
| 3 maja 2014 | Cerro Porteño - 12 de Octubre Itaugua 4:1 Daniel Güiza 5, 11, 42, Ángel Rodrigo Romero 9 - Roberto Acuña 23                            |
| 4 maja 2014 | Deportivo Capiatá - 3 de Febrero Ciudad del Este 2:2 Fabio Escobar 58, César Llamas 65s - David Ariel Mendieta 19k, Cristián Colmán 74 |
| 4 maja 2014 | Club Guaraní - Club Libertad 2:4 Iván Emmanuel González Ferreira 13k, 62 - Hernán Rodrigo López 9, 23, 49, 70                          |
| 4 maja 2014 | Club Olimpia - General Díaz Luque 1:0 Derlis González 26                                                                               |

### Apertura 13
| Data         | Mecz |
| ------------ | --- |
| 9 maja 2014  | Club Sol de América - Deportivo Capiatá 3:0 Christian Gilberto Ovelar 8k, 83, Celso Cáceres 47                                       |
| 9 maja 2014  | General Díaz Luque - 12 de Octubre Itaugua 1:0 Jorge Narciso Cáceres 67                                                              |
| 9 maja 2014  | Club Libertad - Sportivo Luqueño 3:2 Hernán Rodrigo López 40k, Antonio Bareiro 50, 90 - Rodrigo Teixeira 7, Matías Emanuel Lequi 62k |
| 9 maja 2014  | Club Olimpia - Club Guaraní 1:1 Derlis González 9 - Marcelo José Palau 74                                                            |
| 10 maja 2014 | 3 de Febrero Ciudad del Este - Cerro Porteño 1:1 David Ariel Mendieta 89 - Ángel Rodrigo Romero 73                                   |
| 10 maja 2014 | Club Nacional - Club Rubio Ñú 0:1 Maximiliano Lugo 13                                                                                |

### Apertura 14
| Data           | Mecz |
| -------------- | --- |
| 13 maja 2014   | Sportivo Luqueño - Club Olimpia 1:0 Matías Emanuel Lequi 54k |
| 13 maja 2014   | Club Guaraní - General Díaz Luque 2:0 Jorge Daniel Benítez 14, Darío Ocampo 54 |
| 14 maja 2014   | 12 de Octubre Itaugua - 3 de Febrero Ciudad del Este 1:1 Tomás Andrés Guzmán 51k - David Ariel Mendieta 28                                                                                  |
| 14 maja 2014   | Club Rubio Ñú - Club Libertad 0:1 Jorge Eduardo Recalde 91 |
| 14 maja 2014   | Cerro Porteño - Club Sol de América 6:3 Julio Daniel Dos Santos 15, Ángel Rodrigo Romero 26, 36, 89, Daniel Güiza 31, Mathías Corujo 56 - Ignacio Miño 53, Christian Gilberto Ovelar 81, 84 |
| 4 czerwca 2014 | Deportivo Capiatá - Club Nacional 2:1 Fabio Escobar 25, Raúl Basilio Román 85 - Benjamín Pedrozo 32                                                                                         |

### Apertura 15
| Data         | Mecz |
| ------------ | --- |
| 17 maja 2014 | Club Guaraní - Sportivo Luqueño 1:0 Jorge Daniel Benítez 34 |
| 17 maja 2014 | Club Olimpia - Club Rubio Ñú 3:0 Nery Antonio Cardozo 14, 23, Derlis González 19                                                                                                   |
| 18 maja 2014 | General Díaz Luque - 3 de Febrero Ciudad del Este 2:3 Alfredo Virginio Cano 22k, Reinaldo David Ocampo 48 - Cristián Colmán 8, David Ariel Mendieta 46k, Diego Douglas Balbinot 53 |
| 18 maja 2014 | Club Libertad - Deportivo Capiatá 0:0 |
| 18 maja 2014 | Club Sol de América - 12 de Octubre Itaugua 1:1 Christian Gilberto Ovelar 19 - Wildo Alonso 51                                                                                     |
| 18 maja 2014 | Club Nacional - Cerro Porteño 2:1 Ramón Coronel 11, Silvio Torales 40 - Guillermo Alexis Beltrán 24                                                                                |

### Apertura 16
| Data         | Mecz |
| ------------ | --- |
| 24 maja 2014 | 12 de Octubre Itaugua - Club Nacional 1:1 Líder Mármol 40 - Silvio Torales 78k                                                                                 |
| 24 maja 2014 | Club Rubio Ñú - Club Guaraní 1:4 Víctor Manuel Gómez 17 - Jorge Daniel Benítez 57, Julio César Cáceres 61, Fernando Fabián Fernández 70, Marcelo José Palau 83 |
| 25 maja 2014 | Deportivo Capiatá - Club Olimpia 2:0 Fabio Escobar 44, Francisco Javier García 57                                                                              |
| 25 maja 2014 | Sportivo Luqueño - General Díaz Luque 0:0 |
| 25 maja 2014 | 3 de Febrero Ciudad del Este - Club Sol de América 0:1 Bruno Amílcar Valdez 10                                                                                 |
| 25 maja 2014 | Cerro Porteño - Club Libertad 4:0 Ángel Rodrigo Romero 17, 24, Junior Alonso 49, Julio Daniel Dos Santos 87k                                                   |

### Apertura 17
| Data            | Mecz |
| --------------- | --- |
| 30 maja 2014    | Sportivo Luqueño - Club Rubio Ñú 1:1 Matías Emanuel Lequi 17k - Pablo Esteban Espinoza 89                                 |
| 31 maja 2014    | General Díaz Luque - Club Sol de América 2:1 Jorge Giménez 53, Juan Andrés Noguera 70 - Bruno Amílcar Valdez 72           |
| 1 czerwca 2014  | Club Guaraní - Deportivo Capiatá 6:0 Fernando Fabián Fernández 13, 66, 86, 89, Luis Alberto Cabral 22, Luis de la Cruz 88 |
| 1 czerwca 2014  | Club Nacional - 3 de Febrero Ciudad del Este 0:0                                                                          |
| 1 czerwca 2014  | Club Libertad - 12 de Octubre Itaugua 1:0 Antonio Bareiro 58                                                              |
| 19 czerwca 2014 | Club Olimpia - Cerro Porteño 0:2 Guillermo Alexis Beltrán 31, Rodolfo Vicente Gamarra 46                                  |

### Apertura 18
| Data           | Mecz |
| -------------- | --- |
| 6 czerwca 2014 | Club Rubio Ñú - General Díaz Luque 4:0 Maximiliano Lugo 46k, Cláudio César Correa 47, Víctor Manuel Gómez 74, Arnulfo Colmán 80 |
| 6 czerwca 2014 | Cerro Porteño - Club Guaraní 5:5 Julio Daniel Dos Santos 7, Óscar Romero Villamayor 21, Guillermo Alexis Beltrán 24, Rodolfo Vicente Gamarra 41, 67 - Jorge Daniel Benítez 1, 50, Fernando Fabián Fernández 48, 66, Marcelo José Palau 70 |
| 7 czerwca 2014 | 3 de Febrero Ciudad del Este - Club Libertad 0:2 Gustavo Ramón Mencia 39, Hernán Rodrigo López 71 |
| 7 czerwca 2014 | 12 de Octubre Itaugua - Club Olimpia 1:1 Tomás Andrés Guzmán 39 - Nery Antonio Cardozo 79 |
| 8 czerwca 2014 | Deportivo Capiatá - Sportivo Luqueño 1:1 Sergio Samudio 54 - Marcelo Augusto Ferreira 12 |
| 8 czerwca 2014 | Club Sol de América - Club Nacional 1:1 Christian Gilberto Ovelar 39 - Marco Antonio Prieto 74 |

### Apertura 19
| Data            | Mecz |
| --------------- | --- |
| 10 czerwca 2014 | Club Guaraní - 12 de Octubre Itaugua 2:1 Sergio Adrián Mendoza 28, Jorge Daniel Benítez 70 - Richar Mariano Estigarribia 87                 |
| 11 czerwca 2014 | General Díaz Luque - Club Nacional 2:0 Adilio Mora 40, Marcos Psfingst 87                                                                   |
| 11 czerwca 2014 | Club Rubio Ñú - Deportivo Capiatá 1:0 Maximiliano Lugo 36                                                                                   |
| 11 czerwca 2014 | Sportivo Luqueño - Cerro Porteño 1:0 Sergio Raùl Vergara 44                                                                                 |
| 11 czerwca 2014 | Club Olimpia - 3 de Febrero Ciudad del Este 3:2 Derlis González 20, Diego Omar Centurión 81, 82 - Ever Hugo González 52, Cristián Colmán 57 |
| 12 czerwca 2014 | Club Libertad - Club Sol de América 0:0 |

### Apertura 20
| Data            | Mecz |
| --------------- | --- |
| 14 czerwca 2014 | Cerro Porteño - Club Rubio Ñú 1:4 Diego Roberto Vera 70 - Alex Garay 25, Cláudio César Correa 66, Diego Antonio Figueredo 79, Jorge Miguel Ortega 86 |
| 15 czerwca 2014 | Deportivo Capiatá - General Díaz Luque 1:0 Fabio Escobar 59                                                                                          |
| 15 czerwca 2014 | 12 de Octubre Itaugua - Sportivo Luqueño 1:1 Richar Mariano Estigarribia 10 - Marcelo Augusto Ferreira 43                                            |
| 15 czerwca 2014 | 3 de Febrero Ciudad del Este - Club Guaraní 0:2 Jorge Daniel Benítez 13, 81                                                                          |
| 15 czerwca 2014 | Club Sol de América - Club Olimpia 3:0 Ignacio Miño 37, Diego Chamorro 57, Diego Fernando Vázquez 94k                                                |
| 16 czerwca 2014 | Club Nacional - Club Libertad 1:1 Marco Antonio Prieto 91 - Antonio Bareiro 75                                                                       |

### Apertura 21
| Data            | Mecz |
| --------------- | --- |
| 20 czerwca 2014 | Club Rubio Ñú - 12 de Octubre Itaugua 1:2 Celso Pablo González Ferreira 91 - Germán Martín Centurión 36k, Richar Mariano Estigarribia 93                      |
| 21 czerwca 2014 | General Díaz Luque - Club Libertad 0:1 Hernán Rodrigo López 61                                                                                                |
| 21 czerwca 2014 | Club Guaraní - Club Sol de América 3:1 Miguel Ángel Paniagua 25, Iván Emmanuel González Ferreira 46k, Jorge Daniel Benítez 64 - Christian Gilberto Ovelar 75k |
| 22 czerwca 2014 | Deportivo Capiatá - Cerro Porteño 1:0 Cristián Ariel López 38                                                                                                 |
| 22 czerwca 2014 | Sportivo Luqueño - 3 de Febrero Ciudad del Este 3:2 Derlis Roberto Alegre 39, Matías Emanuel Lequi 65k, 84k - Cristián Colmán 52, César Llamas 75             |
| 22 czerwca 2014 | Club Olimpia - Club Nacional 2:0 Carlos Humberto Paredes 63, Esteban José Ramírez 82                                                                          |

### Apertura 22
| Data            | Mecz |
| --------------- | --- |
| 26 czerwca 2014 | Club Nacional - Club Guaraní 2:6 Sandino Sosa 71, Enrique Araújo 79k - Jorge Daniel Benítez 34, 68, Fernando Fabián Fernández 54, 77, Jorge Darío Mendoza 62, Julio César Cáceres 88k |
| 27 czerwca 2014 | Club Sol de América - Sportivo Luqueño 0:0 |
| 27 czerwca 2014 | Cerro Porteño - General Díaz Luque 2:1 Daniel Güiza 28, 79 - Alfredo Virginio Cano 36                                                                                                 |
| 27 czerwca 2014 | 12 de Octubre Itaugua - Deportivo Capiatá 0:2 Cristián Ariel López 49, Fabio Escobar 94                                                                                               |
| 28 czerwca 2014 | 3 de Febrero Ciudad del Este - Club Rubio Ñú 1:1 Jorge Salinas 9 - Gustavo Agustín Viera 43                                                                                           |
| 28 czerwca 2014 | Club Libertad - Club Olimpia 1:0 Hernán Rodrigo López 81 |

### Tabela Apertura 2014
| Poz | Klub                         | Mecze | Zw | Rem | Por | Pkt | BrZd | BrStr |
| --- | ---------------------------- | ----- | -- | --- | --- | --- | ---- | ----- |
| 1   | Club Libertad                | 22    | 15 | 5   | 2   | 50  | 41   | 17    |
| 2   | Club Guaraní                 | 22    | 14 | 4   | 4   | 46  | 56   | 31    |
| 3   | Club Olimpia                 | 22    | 9  | 6   | 7   | 33  | 32   | 26    |
| 4   | Cerro Porteño                | 22    | 8  | 7   | 7   | 31  | 49   | 38    |
| 5   | Club Sol de América          | 22    | 7  | 10  | 5   | 31  | 36   | 31    |
| 6   | Club Rubio Ñú                | 22    | 8  | 6   | 8   | 30  | 38   | 37    |
| 7   | Club Nacional                | 22    | 8  | 6   | 8   | 30  | 26   | 27    |
| 8   | Sportivo Luqueño             | 22    | 6  | 10  | 6   | 28  | 23   | 25    |
| 9   | Deportivo Capiatá            | 22    | 6  | 8   | 8   | 26  | 22   | 37    |
| 10  | General Díaz Luque           | 22    | 4  | 7   | 11  | 19  | 19   | 34    |
| 11  | 12 de Octubre Itaugua        | 22    | 2  | 9   | 11  | 15  | 21   | 38    |
| 12  | 3 de Febrero Ciudad del Este | 22    | 2  | 8   | 12  | 14  | 22   | 44    |

## Torneo Clausura 2014

### Clausura 1
| Data          | Mecz |
| ------------- | --- |
| 25 lipca 2014 | Club Nacional - Deportivo Capiatá 0:3 Fabio Escobar 32, 79, Óscar Ramón Ruiz 48                                                                                |
| 26 lipca 2014 | Club Sol de América - Club Libertad 2:3 Édgar Villasboa 49, Alfredo Carlos Mazacotte 52 - Adalberto Román 44, Gustavo Ramón Mencia 77, Hernán Rodrigo López 92 |
| 26 lipca 2014 | Sportivo Luqueño - Club Rubio Ñú 0:0 |
| 27 lipca 2014 | General Díaz Luque - Cerro Porteño 3:2 Blas Antonio Cáceres 6, Pedro Julían Chávez 70, 81 - Daniel Güiza 18, Julio Daniel Dos Santos 63k                       |
| 27 lipca 2014 | 12 de Octubre Itaugua - Club Guaraní 1:1 Gustavo Ariel Santacruz 80 - Fernando Fabián Fernández 81                                                             |
| 27 lipca 2014 | 3 de Febrero Ciudad del Este - Club Olimpia 1:3 Cristián Colmán 51 - Juan Manuel Salgueiro 47k, Christian Gilberto Ovelar 62, Jeremías Bogado 82               |

### Clausura 2
| Data            | Mecz |
| --------------- | --- |
| 2 sierpnia 2014 | 3 de Febrero Ciudad del Este - General Díaz Luque 2:1 Leonardo Migliónico 10, Remigio Hernán Pérez 29 - Christian Gustavo Sosa 45k |
| 2 sierpnia 2014 | Club Rubio Ñú - Club Nacional 1:2 Gustavo Agustín Viera 70 - Hugo Américo Lusardi 15, 69                                           |
| 2 sierpnia 2014 | Deportivo Capiatá - Club Sol de América 1:1 Ángel David Martínez 53 - Alfredo Carlos Mazacotte 66                                  |
| 2 sierpnia 2014 | Club Libertad - Cerro Porteño 0:0                                                                                                  |
| 3 sierpnia 2014 | Club Olimpia - 12 de Octubre Itaugua 2:0 Walter David Clär 19, Carlos Javier Guerreño 26                                           |
| 3 sierpnia 2014 | Club Guaraní - Sportivo Luqueño 2:0 Iván Emmanuel González Ferreira 6, Federico Javier Santander 68                                |

### Clausura 3
| Data             | Mecz                                                                                                   |
| ---------------- | --- |
| 9 sierpnia 2014  | Cerro Porteño - Deportivo Capiatá 1:0 Julio Daniel Dos Santos 4                                        |
| 9 sierpnia 2014  | Club Sol de América - Club Rubio Ñú 1:0 Adalberto Goiris 38                                            |
| 9 sierpnia 2014  | Club Nacional - Club Guaraní 0:1 Fernando Fabián Fernández 83                                          |
| 9 sierpnia 2014  | 12 de Octubre Itaugua - 3 de Febrero Ciudad del Este 1:1 Rodrigo Antonio Jacquet 13 - Jorge Salinas 69 |
| 10 sierpnia 2014 | General Díaz Luque - Club Libertad 0:1 Adalberto Román 28                                              |
| 10 sierpnia 2014 | Sportivo Luqueño - Club Olimpia 1:1 Christian Javier Aguada 75 - Christian Gilberto Ovelar 82          |

### Clausura 4
| Data             | Mecz |
| ---------------- | --- |
| 15 sierpnia 2014 | 12 de Octubre Itaugua - General Díaz Luque 3:2 Gustavo Ariel Santacruz 30, 89, Luis Fernando Gavilán 74 - Alberto Cirilo Contrera 29k, Wilfrido Báez 56 |
| 15 sierpnia 2014 | Club Rubio Ñú - Cerro Porteño 0:4 Óscar Romero Villamayor 58, José Ortigoza 60, Rodolfo Vicente Gamarra 71, Julio Daniel Dos Santos 84                  |
| 16 sierpnia 2014 | Deportivo Capiatá - Club Libertad 1:0 Jorge Rodrigo Paredes 19                                                                                          |
| 16 sierpnia 2014 | 3 de Febrero Ciudad del Este - Sportivo Luqueño 0:1 Luis Alcides Miño 57                                                                                |
| 17 sierpnia 2014 | Club Guaraní - Club Sol de América 3:0 Marcelo José Palau 62, Fernando Fabián Fernández 68, 85                                                          |
| 17 sierpnia 2014 | Club Olimpia - Club Nacional 0:1 Freddy Bareiro 64 |

### Clausura 5
| Data             | Mecz |
| ---------------- | --- |
| 23 sierpnia 2014 | Cerro Porteño - Club Guaraní 1:4 Rodolfo Vicente Gamarra 82 - Darío Ocampo 2, Eduardo Javier Filippini 35, Fernando Fabián Fernández 62, Juan José Aguilar 81                       |
| 23 sierpnia 2014 | Club Nacional - 3 de Febrero Ciudad del Este 1:0 Bryan Montenegro 68 |
| 24 sierpnia 2014 | General Díaz Luque - Deportivo Capiatá 2:0 César Augusto Caicedo 55, 61 |
| 24 sierpnia 2014 | Club Libertad - Club Rubio Ñú 5:1 Néstor Abraham Camacho 19, Ismael Benegas 31, Jorge Eduardo Recalde 51, Dionicio Pérez 52, Hernán Rodrigo López 86 - Alejandro Damián Da Silva 82 |
| 24 sierpnia 2014 | Club Sol de América - Club Olimpia 1:2 Aureliano Torres 40k - Juan Manuel Salgueiro 77k, Javier Acuña 82                                                                            |
| 24 sierpnia 2014 | Sportivo Luqueño - 12 de Octubre Itaugua 2:1 Guido Di Vanni 69, Derlis Roberto Alegre 78 - Juan Gabriel Abente 70                                                                   |

### Clausura 6
| Data             | Mecz |
| ---------------- | --- |
| 30 sierpnia 2014 | 3 de Febrero Ciudad del Este - Club Sol de América 1:1 Rogerio Luis Leichtweis 35 - Aureliano Torres 93k                          |
| 31 sierpnia 2014 | Sportivo Luqueño - General Díaz Luque 1:1 Luis Alcides Miño 87k - Blas Antonio Cáceres 70                                         |
| 31 sierpnia 2014 | Club Olimpia - Cerro Porteño 1:0 Christian Gilberto Ovelar 25                                                                     |
| 31 sierpnia 2014 | Club Guaraní - Club Libertad 5:1 Iván Emmanuel González Ferreira 2, 15k, Fernando Fabián Fernández 11, 46, 78 - Antonio Bareiro 1 |
| 31 sierpnia 2014 | Club Rubio Ñú - Deportivo Capiatá 3:0 Ángel Rodrigo Cardozo 53, Alejandro Damián Da Silva 61, 68                                  |
| 17 września 2014 | 12 de Octubre Itaugua - Club Nacional 1:1 Jorge Manuel Armoa 10 - Silvio Torales 27                                               |

### Clausura 7
| Data                | Mecz |
| ------------------- | --- |
| 5 września 2014     | General Díaz Luque - Club Rubio Ñú 2:1 Roberto Carlos Gamarra 44k, 64 - Denis Caniza 15k                                                  |
| 5 września 2014     | Deportivo Capiatá - Club Guaraní 1:0 Fabio Escobar 42                                                                                     |
| 6 września 2014     | Club Libertad - Club Olimpia 3:1 Claudio David Vargas 12, Hernán Rodrigo López 36, Arnaldo Joel Recalde 87 - Christian Gilberto Ovelar 51 |
| 7 września 2014     | Club Sol de América - 12 de Octubre Itaugua 2:3 Marcos Duré 18, Cláudio César Correa 59 - David Robles 1, Gustavo Ariel Santacruz 13, 82  |
| 24 września 2014    | Club Nacional - Sportivo Luqueño 2:1 Freddy Bareiro 32, Julio Eduardo Santacruz 45 - Luis Alcides Miño 47                                 |
| 8 października 2014 | Cerro Porteño - 3 de Febrero Ciudad del Este 2:0 Sergio Ismael Díaz 39, 44                                                                |

### Clausura 8
| Data             | Mecz                                                                                       |
| ---------------- | ------------------------------------------------------------------------------------------ |
| 12 września 2014 | 12 de Octubre Itaugua - Cerro Porteño 0:2 Julio Daniel Dos Santos 4, 89                    |
| 13 września 2014 | Club Olimpia - Deportivo Capiatá 2:0 Javier Acuña 75, Christian Gilberto Ovelar 78         |
| 13 września 2014 | Club Guaraní - Club Rubio Ñú 0:0                                                           |
| 14 września 2014 | Sportivo Luqueño - Club Sol de América 2:0 Leonardo Delvalle 58, Gerardo Amílcar Ortiz 75k |
| 14 września 2014 | Club Nacional - General Díaz Luque 2:0 Silvio Torales 20, 24                               |
| 24 września 2014 | 3 de Febrero Ciudad del Este - Club Libertad 2:0 David Ariel Mendieta 53, 64k              |

### Clausura 9
| Data             | Mecz |
| ---------------- | --- |
| 19 września 2014 | General Díaz Luque - Club Guaraní 1:1 Gustavo Ariel Toranzo 38 - Iván Emmanuel González Ferreira 81                                |
| 20 września 2014 | Deportivo Capiatá - 3 de Febrero Ciudad del Este 2:3 Nelson Darío Figueredo 34, Raúl Basilio Román 48k - Cristián Colmán 8, 11, 23 |
| 20 września 2014 | Cerro Porteño - Sportivo Luqueño 4:0 Bruno Amílcar Valdez 38, José Ortigoza 60k, 76, Rodolfo Vicente Gamarra 88                    |
| 21 września 2014 | Club Rubio Ñú - Club Olimpia 0:2 Christian Gilberto Ovelar 76, Javier Acuña 81                                                     |
| 21 września 2014 | Club Libertad - 12 de Octubre Itaugua 2:0 Jorge Daniel González 57, Dionicio Pérez 70                                              |
| 21 września 2014 | Club Sol de América - Club Nacional 1:0 Alfredo Carlos Mazacotte 68                                                                |

### Clausura 10
| Data                 | Mecz |
| -------------------- | --- |
| 27 września 2014     | Club Olimpia - Club Guaraní 1:2 Christian Gilberto Ovelar 30 - Federico Javier Santander 7, 83                            |
| 28 września 2014     | Club Sol de América - General Díaz Luque 0:1 Roberto Carlos Gamarra 68                                                    |
| 28 września 2014     | Club Nacional - Cerro Porteño 0:1 Sergio Ismael Díaz 33                                                                   |
| 28 września 2014     | Sportivo Luqueño - Club Libertad 1:0 Sergio Raùl Vergara 33                                                               |
| 28 września 2014     | 3 de Febrero Ciudad del Este - Club Rubio Ñú 0:0                                                                          |
| 29 października 2014 | 12 de Octubre Itaugua - Deportivo Capiatá 2:3 Juan Gabriel Abente 2, Jorge Achucarro 91 - Reinaldo David Ocampo 1, 42, 89 |

### Clausura 11
| Data                | Mecz |
| ------------------- | --- |
| 1 października 2014 | General Díaz Luque - Club Olimpia 1:1 Blas Antonio Cáceres 31 - Jonathan Leonardo Lacerda 21                                           |
| 1 października 2014 | Deportivo Capiatá - Sportivo Luqueño 1:3 Carlos Adalberto Rolón 4s - Derlis Roberto Alegre 10, Luis Alcides Miño 22, Guido Di Vanni 89 |
| 1 października 2014 | Club Guaraní - 3 de Febrero Ciudad del Este 2:3 Fernando Fabián Fernández 35, 72 - Cristián Colmán 51, 57, David Ariel Mendieta 82     |
| 1 października 2014 | Club Libertad - Club Nacional 0:0 |
| 2 października 2014 | Club Rubio Ñú - 12 de Octubre Itaugua 3:1 Robert Ayrton Piris 2, Denis Caniza 77k, Alfio Oviedo 89 - Ariel Roa 74                      |
| 2 października 2014 | Cerro Porteño - Club Sol de América 2:0 Sergio Ismael Díaz 10, Junior Alonso 53                                                        |

### Clausura 12
| Data                | Mecz |
| ------------------- | --- |
| 4 października 2014 | Club Olimpia - 3 de Febrero Ciudad del Este 0:1 Cristián Colmán 66                                                                           |
| 5 października 2014 | Deportivo Capiatá - Club Nacional 2:3 Fabio Escobar 78k, 94k - Julio Eduardo Santacruz 42, Silvio Torales 47k, 62                            |
| 5 października 2014 | Club Rubio Ñú - Sportivo Luqueño 2:2 Sergio Gustavo Escalante 6, Alejandro Damián Da Silva 16 - Luis Alcides Miño 21k, Guido Di Vanni 26     |
| 5 października 2014 | Club Libertad - Club Sol de América 3:0 Antonio Bareiro 53, Jorge Eduardo Recalde 89, Néstor Abraham Camacho 91k                             |
| 5 października 2014 | Cerro Porteño - General Díaz Luque 3:1 Mauricio Ezequiel Sperduti 32, Óscar Romero Villamayor 44, José Ortigoza 49 - Blas Antonio Cáceres 71 |
| 6 października 2014 | Club Guaraní - 12 de Octubre Itaugua 2:1 Iván Emmanuel González Ferreira 16, Fernando Fabián Fernández 80 - Wildo Alonso 79                  |

### Clausura 13
| Data                 | Mecz |
| -------------------- | --- |
| 10 października 2014 | Club Sol de América - Deportivo Capiatá 1:1 Lorenzo Rodrigo Frutos 6 - Ricardo Javier Ortiz 50                                                         |
| 11 października 2014 | Cerro Porteño - Club Libertad 2:2 Julio Daniel Dos Santos 2, Diego Armando Godoy 41 - Néstor Abraham Camacho 18, 33                                    |
| 11 października 2014 | General Díaz Luque - 3 de Febrero Ciudad del Este 1:0 Alberto Cirilo Contrera 65                                                                       |
| 12 października 2014 | Sportivo Luqueño - Club Guaraní 2:2 Marcelo Augusto Ferreira 49, Rodrigo Teixeira 80 - Fernando Fabián Fernández 5, Iván Emmanuel González Ferreira 84 |
| 12 października 2014 | 12 de Octubre Itaugua - Club Olimpia 2:1 Gustavo Santacruz 50, 69 - Walter David Clär 59                                                               |
| 29 października 2014 | Club Nacional - Club Rubio Ñú 2:1 Silvio Torales 54, Freddy Bareiro 72 - Sergio Gustavo Escalante 16                                                   |

### Clausura 14
| Data                 | Mecz |
| -------------------- | --- |
| 17 października 2014 | Club Rubio Ñú - Club Sol de América 1:1 Maximiliano Lugo 64 - Diego Fernando Vázquez 16                                                                            |
| 18 października 2014 | Deportivo Capiatá - Cerro Porteño 1:1 Darío López Torres 46 - Óscar Romero Villamayor 36                                                                           |
| 19 października 2014 | Club Olimpia - Sportivo Luqueño 1:1 Miguel Ángel Amado 67 - Marcelo Augusto Ferreira 52                                                                            |
| 19 października 2014 | 3 de Febrero Ciudad del Este - 12 de Octubre Itaugua 0:2 Juan Gabriel Abente 74, Gustavo Ariel Santacruz 81                                                        |
| 19 października 2014 | Club Libertad - General Díaz Luque 6:0 Jonathan Valiente 6, Juan Danilo Santacruz 18, 80, Alan Max Benítez 45, Néstor Abraham Camacho 59, Jorge Daniel González 78 |
| 20 października 2014 | Club Guaraní - Club Nacional 0:0 |

### Clausura 15
| Data                 | Mecz |
| -------------------- | --- |
| 24 października 2014 | General Díaz Luque - 12 de Octubre Itaugua 1:0 Alberto Espinola 91                                                              |
| 25 października 2014 | Club Sol de América - Club Guaraní 3:1 Cláudio César Correa 9, 66, Cecilio Andrés Domínguez 67 - Luis Alberto Cabral 45+1       |
| 25 października 2014 | Club Nacional - Club Olimpia 0:2 Carlos Javier Guerreño 9, Christian Gilberto Ovelar 81k                                        |
| 26 października 2014 | Cerro Porteño - Club Rubio Ñú 1:1 Daniel Güiza 3 - Osvaldo Hobecker 4                                                           |
| 26 października 2014 | Club Libertad - Deportivo Capiatá 2:1 Fabián Cornelio Balbuena 69, Juan Danilo Santacruz 83 - Carlos Gabriel Ruiz Peralta 18    |
| 26 października 2014 | Sportivo Luqueño - 3 de Febrero Ciudad del Este 2:1 Rodrigo Teixeira 53, Derlis Roberto Alegre 87 - Hugo Sebastián Santacruz 23 |

### Clausura 16
| Data              | Mecz |
| ----------------- | --- |
| 2 listopada 2014  | 12 de Octubre Itaugua - Sportivo Luqueño 0:1 Mario Arsenio Saldívar 26 |
| 2 listopada 2014  | 3 de Febrero Ciudad del Este - Club Nacional 2:1 César Llamas 12, Rogerio Luis Leichtweis 52 - Ramón Coronel 79                                                                                         |
| 2 listopada 2014  | Deportivo Capiatá - General Díaz Luque 1:1 Reinaldo David Ocampo 70 - Roberto Carlos Gamarra 16 |
| 2 listopada 2014  | Club Olimpia - Club Sol de América 1:1 Carlos Javier Guerreño 93 - Cecilio Andrés Domínguez 49 |
| 4 listopada 2014  | Club Rubio Ñú - Club Libertad 0:3 Hernán Rodrigo López 45, 51k, Jorge Daniel González 77k |
| 20 listopada 2014 | Club Guaraní - Cerro Porteño 3:4 Jorge Darío Mendoza 14, Federico Javier Santander 61, Luis Alberto Cabral 64 - Julio Daniel Dos Santos 26, Sergio Ismael Díaz 33, Jonathan Fabbro 77, José Ortigoza 91 |

### Clausura 17
| Data             | Mecz |
| ---------------- | --- |
| 8 listopada 2014 | Deportivo Capiatá - Club Rubio Ñú 2:0 Blas Bernardo Irala 26, Reinaldo David Ocampo 60                                                                  |
| 8 listopada 2014 | General Díaz Luque - Sportivo Luqueño 1:2 Roberto Carlos Gamarra 76k - Luis Alcides Miño 37, Rodrigo Teixeira 45                                        |
| 8 listopada 2014 | Club Nacional - 12 de Octubre Itaugua 1:0 Julián Alfonso Benítez 8                                                                                      |
| 8 listopada 2014 | Club Sol de América - 3 de Febrero Ciudad del Este 3:2 Cláudio César Correa 22, 40, Aureliano Torres 94 - Adalberto Goiris 1s, César Llamas 16          |
| 9 listopada 2014 | Cerro Porteño - Club Olimpia 1:1 José Ortigoza 45 - Christian Gilberto Ovelar 65                                                                        |
| 9 listopada 2014 | Club Libertad - Club Guaraní 4:1 Ismael Benegas 18, Néstor Abraham Camacho 34, Gustavo Ramón Mencia 60, Arnaldo Joel Recalde 89 - Marcelo José Palau 81 |

### Clausura 18
| Data              | Mecz |
| ----------------- | --- |
| 12 listopada 2014 | Sportivo Luqueño - Club Nacional 1:1 Carlos Adalberto Rolón 71 - Derlis Orué 32                                                                                         |
| 12 listopada 2014 | 3 de Febrero Ciudad del Este - Cerro Porteño 0:5 Bruno Amílcar Valdez 20, José Ortigoza 41, Sergio Ismael Díaz 45, Jonathan Fabbro 71, 82                               |
| 12 listopada 2014 | 12 de Octubre Itaugua - Club Sol de América 2:4 Ariel Roa 69, Germán Martín Centurión 80 - Cláudio César Correa 39, 68, Édgar Villasboa 51, Cecilio Andrés Domínguez 74 |
| 12 listopada 2014 | Club Rubio Ñú - General Díaz Luque 1:1 Julio César Domínguez Castillo 31 - Diego Doldán 47                                                                              |
| 12 listopada 2014 | Club Olimpia - Club Libertad 0:1 Ismael Benegas 91 |
| 13 listopada 2014 | Club Guaraní - Deportivo Capiatá 4:1 Iván Emmanuel González Ferreira 10, 54k, Federico Javier Santander 69, Juan José Aguilar 85 - Fabio Escobar 72k                    |

### Clausura 19
| Data              | Mecz |
| ----------------- | --- |
| 15 listopada 2014 | General Díaz Luque - Club Nacional 0:1 Silvio Torales 44                                                                                                |
| 15 listopada 2014 | Club Sol de América - Sportivo Luqueño 2:0 Lorenzo Rodrigo Frutos 12, Pedro Marcelo Arce 93                                                             |
| 16 listopada 2014 | Deportivo Capiatá - Club Olimpia 0:3 Javier Acuña 47, Juan Manuel Salgueiro 82k, Diego Omar Centurión 85                                                |
| 16 listopada 2014 | Club Rubio Ñú - Club Guaraní 1:3 Wilson Ayala 57 - Federico Javier Santander 20, Darío Ocampo 39, Fernando Fabián Fernández 84                          |
| 16 listopada 2014 | Cerro Porteño - 12 de Octubre Itaugua 4:2 Sergio Ismael Díaz 27, 72, Wildo Alonso 74s, José Ortigoza 89 - Juan Gabriel Abente 15, Jorge Manuel Armoa 60 |
| 17 listopada 2014 | Club Libertad - 3 de Febrero Ciudad del Este 1:1 Hernán Rodrigo López 82 - Amaral 60                                                                    |

### Clausura 20
| Data              | Mecz |
| ----------------- | --- |
| 22 listopada 2014 | Club Nacional - Club Sol de América 0:0 |
| 22 listopada 2014 | Club Olimpia - Club Rubio Ñú 0:0 |
| 23 listopada 2014 | 3 de Febrero Ciudad del Este - Deportivo Capiatá 2:1 Jorge Salinas 11, Cristián Colmán 14 - Fabio Escobar 52                                               |
| 23 listopada 2014 | 12 de Octubre Itaugua - Club Libertad 0:2 Juan Danilo Santacruz 33, Néstor Abraham Camacho 39                                                              |
| 24 listopada 2014 | Sportivo Luqueño - Cerro Porteño 1:0 Guido Di Vanni 65 |
| 24 listopada 2014 | Club Guaraní - General Díaz Luque 4:2 Federico Javier Santander 22, 78, Fernando Fabián Fernández 33, 70 - Roberto Carlos Gamarra 54k, Alberto Espinola 68 |

### Clausura 21
| Data              | Mecz |
| ----------------- | --- |
| 28 listopada 2014 | General Díaz Luque - Club Sol de América 1:0 Diego Doldán 13 |
| 28 listopada 2014 | Club Rubio Ñú - 3 de Febrero Ciudad del Este 1:0 Robert Ayrton Piris 54                                                                                          |
| 29 listopada 2014 | Deportivo Capiatá - 12 de Octubre Itaugua 0:0 |
| 29 listopada 2014 | Club Guaraní - Club Olimpia 4:2 Federico Javier Santander 12, 80, Fernando Fabián Fernández 13, Marcelo José Palau 35 - Diego Omar Centurión 50, Javier Acuña 92 |
| 30 listopada 2014 | Club Libertad - Sportivo Luqueño 1:0 Antonio Bareiro 71 |
| 30 listopada 2014 | Cerro Porteño - Club Nacional 1:0 Daniel Güiza 35 |

### Clausura 22
| Data           | Mecz |
| -------------- | --- |
| 4 grudnia 2014 | 12 de Octubre Itaugua - Club Rubio Ñú 1:4 Enrique Vázquez 11 - Osvaldo Hobecker 27, Juan Isidro Núñez 51, Ángel Rodrigo Cardozo 68, 79 |
| 4 grudnia 2014 | Club Olimpia - General Díaz Luque 1:3 Osmar Leguizamón 49 - Jorge Giménez 29, 55, Diego Doldán 72                                      |
| 5 grudnia 2014 | 3 de Febrero Ciudad del Este - Club Guaraní 0:4 Federico Javier Santander 6, 47, Jorge Darío Mendoza 10, Luis de la Cruz 70            |
| 5 grudnia 2014 | Sportivo Luqueño - Deportivo Capiatá 0:0                                                                                               |
| 6 grudnia 2014 | Club Nacional - Club Libertad 0:1 Hernán Rodrigo López 46                                                                              |
| 6 grudnia 2014 | Club Sol de América - Cerro Porteño 0:2 José Ortigoza 66, 72                                                                           |

### Tabela końcowa Clausura 2014
| Poz | Klub                         | Mecze | Zw | Rem | Por | Pkt | BrZd | BrStr |
| --- | ---------------------------- | ----- | -- | --- | --- | --- | ---- | ----- |
| 1   | Club Libertad                | 22    | 14 | 4   | 4   | 46  | 41   | 18    |
| 2   | Cerro Porteño                | 22    | 13 | 5   | 4   | 44  | 43   | 20    |
| 3   | Club Guaraní                 | 22    | 12 | 5   | 5   | 41  | 49   | 29    |
| 4   | Sportivo Luqueño             | 22    | 9  | 8   | 5   | 35  | 24   | 23    |
| 5   | Club Nacional                | 22    | 9  | 5   | 8   | 32  | 18   | 19    |
| 6   | Club Olimpia                 | 22    | 8  | 6   | 8   | 30  | 28   | 24    |
| 7   | General Díaz Luque           | 22    | 8  | 5   | 9   | 29  | 26   | 33    |
| 8   | 3 de Febrero Ciudad del Este | 22    | 7  | 4   | 11  | 25  | 22   | 35    |
| 9   | Club Sol de América          | 22    | 6  | 6   | 10  | 24  | 24   | 32    |
| 10  | Deportivo Capiatá            | 22    | 5  | 6   | 11  | 21  | 22   | 34    |
| 11  | Club Rubio Ñú                | 22    | 4  | 8   | 10  | 20  | 21   | 33    |
| 12  | 12 de Octubre Itaugua        | 22    | 4  | 4   | 14  | 16  | 23   | 41    |

## Sumaryczna tabela sezonu 2014
| Poz | Klub                         | Mecze | Zw | Rem | Por | Pkt | BrZd | BrStr |
| --- | ---------------------------- | ----- | -- | --- | --- | --- | ---- | ----- |
| 1   | Club Libertad                | 44    | 29 | 9   | 6   | 96  | 82   | 35    |
| 2   | Club Guaraní                 | 44    | 26 | 9   | 9   | 87  | 105  | 60    |
| 3   | Cerro Porteño                | 44    | 21 | 12  | 11  | 75  | 92   | 58    |
| 4   | Club Olimpia                 | 44    | 17 | 12  | 15  | 63  | 60   | 50    |
| 5   | Sportivo Luqueño             | 44    | 15 | 18  | 11  | 63  | 47   | 48    |
| 6   | Club Nacional                | 44    | 17 | 11  | 16  | 62  | 44   | 46    |
| 7   | Club Sol de América          | 44    | 13 | 16  | 15  | 55  | 60   | 63    |
| 8   | Club Rubio Ñú                | 44    | 12 | 14  | 18  | 50  | 59   | 70    |
| 9   | General Díaz Luque           | 44    | 12 | 12  | 20  | 48  | 45   | 67    |
| 10  | Deportivo Capiatá            | 44    | 11 | 14  | 19  | 47  | 44   | 71    |
| 11  | 3 de Febrero Ciudad del Este | 44    | 9  | 12  | 23  | 39  | 44   | 79    |
| 12  | 12 de Octubre Itaugua        | 44    | 6  | 13  | 25  | 31  | 44   | 79    |

O spadku z ligi decydował średni dorobek z trzech ostatnich sezonów.